# Willow Park
Willow Park – miasto w Stanach Zjednoczonych, w stanie Teksas, w hrabstwie Parker.